# Kristoffer Joner
Kristoffer Joner (Stavanger, 19 settembre 1972) è un attore norvegese.

## Filmografia parziale
- Naboer, regia di Pål Sletaune e Tony Spataro (2005)
- Kompani Orheim, regia di Arild Andresen (2012)
- The Wave (Bølgen), regia di Roar Uthaug (2015)
- Revenant - Redivivo (The Revenant), regia di Alejandro G. Iñárritu (2015)
- Hjertestart, regia di Arild Andresen (2017)
- Mission: Impossible - Fallout, regia di Christopher McQuarrie (2018)

## Premi
- Premio Amanda
  - 2005: "Miglior attore" (Naboer)
  - 2012: "Miglior attore" (Kompani Orheim)
  - 2017: "Miglior attore" (Hjertestart)
- Festival internazionale del cinema di Berlino
  - 2003: "EFP Shooting Star - Norvegia"